# بریکان
بریکان، روستایی است در همسایگی روستای زیراهک و از توابع بخش دلوار در شهرستان تنگستان استان بوشهر ایران.

## جمعیت
این روستا در دهستان بوالخیر قرار داشته و بر اساس سرشماری سال ۱۳۸۵ جمعیت آن ۲۱۸نفر (۵۸خانوار) بوده‌است.